# Успение Богородично (Несебър)
„Успение Богородично“ или „Света Богородица“ е възрожденска православна църква в Несебър, България.

## История
Църквата е построена през 1873 г. и е действащ храм.